# Joanna Mąkol
Joanna Mąkol (ur. 20 lipca 1964 we Wrocławiu) – polska akarolożka, profesor nauk biologicznych.

## Życiorys
Uczyła się w II Liceum Ogólnokształcącym im. Piastów Śląskich we Wrocławiu. Ukończyła studia magisterskie na Akademii Rolniczej we Wrocławiu. Od 1 grudnia 1988 roku była zatrudniona na tejże uczelni. Stopnień doktora nauk biologicznych uzyskała 18 czerwca 1998 roku na Uniwersytecie Wrocławskim na podstawie pracy Trombidiidae (Acari: Actinedida, Trombidioidea) Polski, promotorem pracy był Andrzej Warchałowski. Habilitowała się w dziedzinie nauk biologicznych na podstawie pracy Przegląd rodzajów i filogeneza Trombidiidae i Podothrombiidae (Acari: Actinotrichida: Trombidioidea) Świata 11 kwietnia 2008 roku na Uniwersytecie im. Adama Mickiewicza w Poznaniu. W 2009 roku została zatrudniona na stanowisku profesora nadzwyczajnego. Uzyskała tytuł profesora nauk biologicznych 19 lutego 2014 roku. Pracuje na Uniwersytecie Przyrodniczy we Wrocławiu, jest wiceprzewodniczącą Rady Naukowej Instytutu Systematyki i Ewolucji Zwierząt Polskiej Akademii Nauk. Jest prezesem Polskiego Towarzystwa Akarologicznego. Od 2008 roku jest członkiem rady redakcyjnej czasopisma „Annales Zoologici”.

## Publikacje
Zajmuje się roztoczami z grupy Parasitengonaterrestria. Napisała kilkadziesiąt artykułów naukowych. Wybrane publikacje:
- Parasitengona terrestria (Acari, Actinedida) Roztocza (współautor: Grzegorz Gabryś(inne języki), 1994)[5]
- Bezkręgowce jadowite i drapieżne (współautorka: Katarzyna Bulman, 1997)[6]
- Trombidiidae (Acari: Actinotrichida, Trombidioidea) of Kuril Islands. Part1, Podothrombiinae Thor, 1935 (współautor: Jurij Marusik, 1999)[6]
- Catalogue of World Trombidiidae (Acari: Actinotrichida: Trombidioidea) (2000)[6]
- Trombidiidae (Acari: Actinotrichida: Trombidioidea) of Poland (2005)[6]
- Generic level review and phylogeny of Trombidiidae and Podothrombiidae (Acari: Actinotrichida: Trombidioidea) of the World (2007)[6]
- An annotated checklist of terrestrial Parasitengona (Actinotrichida: Prostigmata) of the world, excluding Trombiculidae and Walchiidae (współautor: Andreas Wohltmann(inne języki), 2012)[6]